# ベルサイユ (お笑い芸人)
ベルサイユ（1986年7月11日 - ）は、日本のお笑いタレント（ピン芸人）。松竹芸能所属。本名・森田 えり（もりた えり）。かつて存在していたお笑いコンビのベルサイユとは無関係。

## 来歴・人物
奈良県吉野郡天川村出身。近畿大学経営学部商学科卒業。弟がいる。実家は「森田商店」。子供の頃から人を喜ばせることが大好きで、吉本新喜劇や週末の漫才番組に熱中し、修学旅行ではバスの中で1人でしゃべり倒して笑いを取ったこともあった。
昭和歌謡曲、矢沢永吉、インコを好む。趣味はスノーボード。日本化粧検定1級の資格を持つ。2020年3月から地元の天川村漁業組合の組合員。
NSC女性タレントコース2期生（大阪NSC29期と同期）。2010年から、「恋のから騒ぎ」14期生の深見悠子とのコンビ「うどん」を結成して活動。うどん時代、金髪姿だったことから先輩に付けられたあだ名がそのまま芸名になった。うどん解散後、2014年4月、阪本勝紀（現・なにわプラッチック）、まどぅー（その後、ドス恋戦士Mメンバー）とトリオ「愛してマリー」を結成して松竹芸能に移籍。2016年4月頃に愛してマリーは解散、その後はピンで活動。NHK総合で2016年10月15日放送の『30秒芸人』にて優勝。2018年は新人お笑い尼崎大賞、関西演芸しゃべくり話芸大賞それぞれにて決勝に進出、女芸人No.1決定戦 THE W、歌ネタ王決定戦それぞれにて準決勝進出。2019年にも女芸人No.1決定戦 THE W、歌ネタ王決定戦、R-1ぐらんぷりにて準決勝進出。2020年にはABCお笑いグランプリにて決勝進出。2021年、R-1ぐらんぷり準々決勝へ進出を決めた。2021年4月から東京進出。その際、関西で持っていた1本のレギュラー番組、数本の準レギュラー番組は全て降板した。
2022年4月17日に決勝戦が東京国際フォーラム（ホールE）で行われた歯科業界初のお笑いコンテスト『歯-1（はーわん）グランプリ』（主催：株式会社ジーシー）で優勝。

## 芸風
近年は、漫談や一人コントでネタを演じた後に昭和歌謡（主に森進一「港町ブルース」、八代亜紀「おんな港町」、桂銀淑「夢おんな」を使用）に乗せて落とすという流れのネタを多く演じている。一例として、カップルの会話のネタで「私にもこんな幸せな時がありました」で始まるものにがある。30歳を前にした頃にYouTubeを観てのめり込んだという昭和歌謡や演歌が好きであることと、「とにかく印象に残るかなと思って始めた」という。『魅せられて』を歌う時にジュディ・オングが着るような、扇状に広がる袖が付いた衣装などで漫談や歌ネタを繰り出すのが特徴で、これらのネタは昔の彼氏との体験が元になっているという。本人曰く「失恋した時には、昔の曲の方が刺さる」とのことである。
近年はマッチングアプリで出会ったダメ男のネタが多い。
他に大久保佳代子のものまねでものまね番組や、再現VTRにも出演している。

## 出演

### テレビ
- 〜あなたの日常に“笑い”をお届け！〜デリ芸 （関西テレビ、2015年4月22日[6]）
- 30秒芸人（NHK総合、2016年10月15日）
- 博士と助手〜細かすぎて伝わらないモノマネ選手権〜（フジテレビ、2017年12月21日・第23回出場）
- ゴジカル!（四国放送）[6]
- 爆笑そっくりものまね紅白歌合戦スペシャル（フジテレビ）[6]
- Abema Wave サタデーナイト（AbemaTV）[6]
- バナナマンの爆笑ドラゴン（NHK総合、2018年11月5日）
- バラエティー生活笑百科（NHK総合、2018年11月24日から不定期出演）
- 週末ライブ キモイリ!（KBS京都、2021年3月20日まで出演）- 準レギュラー
- ゲツ→キン 木曜中継リポーター（eo光）- レギュラー
- ぐるナイ おもしろ荘 田中圭&吉高由里子爆笑!ブレイク間近芸人日本一早いネタ祭（日本テレビ、2020年1月1日）
- ABCお笑いグランプリ（2020年7月）
- ちちんぷいぷい（MBS、2020年9月9日）
- Mint!（MBS、2020年9月16日）
- 奈良の人とツクるTV（NHK奈良、2020年10月16日）
- ものまねグランプリ（日本テレビ）- 大久保佳代子のものまねなどで出演[18]。

### ラジオ
- 妹尾和夫のパラダイスKyoto（KBS京都ラジオ） - ラジオカーレポーター、2017年4月-2021年3月
- 次は〜新福島!（MBSラジオ）- 2018年1月
- ヤングタウン日曜日（MBSラジオ）- 2018年12月、2019年1月
- 週刊ヤングフライデー（MBSラジオ）
- ラジオ演芸もん（ABCラジオ）
- 森脇健児の正月から感謝マジック 中継レポーター（ABCラジオ）-2019年1月
- マイナビ Laughter Night（TBSラジオ） - 2020年11月27日[19]、2021年5月28日[20]